# Dendrobijum
Dendrobijum (lat. Dendrobium), veliki biljni rod pseudolukovičastih epifita iz porodice kaćunovki. Pripada mu preko 1500 vrsta (1577) u tropskoj i suptropskoj Aziji, te Australiji i Novom Zelandu.

## Opis
Dendrobium je rod od čak 1500 vrsta epifitskih orhideja (porodica Orchidaceae). Vrste dendrobijuma porijeklom su iz tropske i suptropske Azije, mnogih pacifičkih otoka i Australije. Mnoge se uzgajaju kao ukrasne biljke, a neke su važne u industriji cvijeća. Popularni članovi roda uključuju „golubovu orhideju” (Dendrobium crumenatum), vrstu s bijelim cvjetovima; „bikovu orhideju” (D. taurinum), filipinska vrsta s uvijenim laticama poput roga; i orhideju krastavac (D. cucumerinum), australska vrsta s neobičnim listovima nalik na krastavce.
Neke vrste Dendrobium imaju male, blijede cvjetove; druge imaju velike, upadljive. Cvjetovi mogu biti pojedinačni, u skupinama ili na lučnim klasovima. Bočne čašice cvjetova spojene su pri dnu, tvoreći malu vrećicu. Pseudobulbe (nabrekle stabljike) su nalik na lukovice ili trske i u rasponu su visine od 5 cm do oko 4,5 metara (2 inča do 15 stopa).

## Vrste
Popis vrsta roda Dendrobium